# Джинепри, Робби
Робби Джинепри (англ. Robby Ginepri; родился 7 октября 1982 года в Кеннесо, США) — американский профессиональный теннисист; полуфиналист одного турнира Большого шлема в одиночном разряде (Открытый чемпионат США-2005); победитель трёх турниров ATP в одиночном разряде.

## Спортивная карьера

### Юниорская карьера
В детстве Робби Джинепри увлекался разными видами спорта и только к двенадцати годам сосредоточился на теннисе. В 1999 году стал чемпионом США среди юношей в возрасте до 16 лет. В 2000 году дошёл до финала Открытого чемпионата США среди юношей в одиночном разряде, где уступил Энди Роддику. В том же году он вышел в финал национального юношеского первенства США в одиночном разряде (проиграл Филлипу Кингу) и выиграл это соревнование в парном разряде с Тресом Дэвисом, победил на престижном юниорском турнире Easter Bowl и выиграл со сборной США Sunshine Cup, юниорский эквивалент Кубка Дэвиса.

### 2001—2003
В 2001 году в Беркли (Калифорния) Джинепри выиграл свой первый профессиональный турнир уровня ITF Futures, а на Открытом чемпионате США, занимая 327 место в рейтинге, вышел во второй круг, где проиграл 13-й ракетке мира Роджеру Федереру. На следующий год в Роки-Маунт (Северная Каролина) Джинепри выиграл свой первый турнир уровня ATP Challenger и в июле впервые вошёл в первую сотню рейтинга.
В марте 2003 года Джинепри дошёл до четвертьфинала на двух подряд турнирах АТР Мастерс, в том числе в Индиан-Уэллз нанеся поражение двум подряд соперникам из Top-10 рейтинга — Иржи Новаку и Марату Сафину — и проиграв только первой ракетке мира Ллейтону Хьюитту. В июле в Ньюпорте он выиграл свой первый турнир АТР и вошёл в число 50 лучших теннисистов мира. В этом году в Индианаполисе с Диего Айялой он также вышел в свой первый финал турнира АТР в парном разряде.

### 2004—2005: пик карьеры
В начале 2004 года Джинепри вышел в четвёртый круг Открытого чемпионата Австралии и провёл свои первые матчи за сборную США в Кубке Дэвиса, победив в матче со сборной Австрии Юргена Мельцера и Штефана Коубека. В дальнейшем он дошёл также до четвёртого круга на Уимблдоне, победив в третьем круге пятую ракетку мира Хуана Карлоса Ферреро.
Следующий год был ознаменован для него рядом успехов, среди которых выигрыш турнира в Индианаполисе и выход в полуфинал Открытого чемпионата США, его высшее достижение в турнирах Большого шлема после окончания юниорской карьеры. Он дошёл также до полуфиналов двух турниров АТР Мастерс, в Цинциннати и Мадриде. За год он четыре раза побеждал соперников из первой десятки, а к концу сезона вошёл в число двадцати сильнейших теннисистов мира.

### 2006—2009
2006 год сложился для Джинепри менее удачно, чем предыдущие. Лучшим его достижением был выход в полуфинал в Индианаполисе, а в составе сборной он проиграл два из трёх своих матчей в рамках командного Кубка мира в Дюссельдорфе. К концу года он выбыл из Top-50. На следующий год он смог одержать больше двух побед подряд только на одном турнире, в Мадриде, где шёл через квалификационное сито и проиграл во втором туре основного турнира первой ракетке мира Федереру. К концу сезона он потерял своё место в первой сотне рейтинга.
В 2008 году выступал удачнее. Сначала он дошёл до финала на трёх подряд турнирах АТР, в Делрей-Бич, Сан-Хосе и Лас-Вегасе, а потом до четвёртого круга на Открытом чемпионате Франции. Он завоевал право на участие в олимпийском турнире в Пекине, но проиграл там уже в первом круге третьей ракетке мира Новаку Джоковичу. За сезон он дважды выигрывал у представителей первой десятки и подобрался вплотную к Top-50.
В 2009 году Джинепри снова выступал за сборную на командном Кубке мира, но проиграл все три своих встречи. Единственным значительным успехом в сезоне стала для него вторая в карьере победа в Индианаполисе, позволившая сохранить за собой место в сотне сильнейших.

### 2010—2015: последние годы выступлений
Лучшими результатами 2010 года для Джинепри стали выход со сборной в финал командного Кубка мира (несмотря на то, что оба своих матча на турнире он проиграл) и четвёртый круг на Открытом чемпионате Франции, где его победил Джокович. К концу июля Джинепри снова выбыл из первой сотни лучших теннисистов мира, не сумев повторить в Атланте прошлогодний успех, достигнутый в Индианаполисе. В сентябре после травмы левой руки, полученной во время велосипедной езды, он лёг на операцию и пропустил остаток этого сезона и значительную часть следующего. Он вернулся в июне и отыграл около двух месяцев, закончив 2011 год после матча второго тура в Открытом чемпионате США, который он проиграл Джону Изнеру.
В 2012 году Джинепри участвовал в ограниченном количестве турниров, в большинстве проигрывая на ранних этапах, и только один раз дошёл до финала в турнире класса «челленджер». Аналогичный уровень успехов сохранился и в 2013 году, лучшими результатами которого стали выход в четвертьфинал турнира АТР в Хьюстоне и финал «челленджера» в Далласе. За сезон Джинепри только шесть раз играл с соперниками из первой сотни рейтинга, одержав победу в половине этих встреч (две из трёх побед были одержаны в Хьюстоне).
В 2014 году ситуация принципиально не изменилась: Джинепри выиграл один «челленджер» в Таллахасси (Флорида), а в турнирах АТР хоть и участвовал чаще, но спотыкался обычно уже в первом-втором круге, а то и на предварительном этапе; из 11 встреч с соперниками из первой сотни он проиграл семь (правда, в их числе было поражение от первой ракетки мира Рафаэля Надаля на Открытом чемпионате Франции). За следующий сезон он принял участие только в шести турнирах АТР (ни разу не преодолев квалификационный этап) и одном «челленджере», и в августе 2015 года было объявлено о том, что Джинепри завершил профессиональную игровую карьеру.

## Рейтинг на конец года
| Год  | Одиночный рейтинг | Парный рейтинг |
| 2015 | 995               |                |
| 2014 | 223               | 805            |
| 2013 | 214               |                |
| 2012 | 287               |                |
| 2011 | 311               |                |
| 2010 | 144               |                |
| 2009 | 100               | 527            |
| 2008 | 51                | 1 035          |
| 2007 | 134               | 375            |
| 2006 | 51                | 389            |
| 2005 | 15                | 187            |
| 2004 | 63                | 393            |
| 2003 | 32                | 135            |
| 2002 | 100               | 481            |
| 2001 | 175               | 318            |
| 2000 | 1 238             | 1 179          |

По данным официального сайта ATP на последнюю неделю года.

## Выступления на турнирах

### Финалы турнировATPв одиночном разряде (3)

#### Победы (3)
| Титулы                                  |
| --------------------------------------- |
| Турниры Большого Шлема (0)              |
| Кубок Мастерс / Финал Мирового тура (0) |
| ATP Masters 1000 (0)                    |
| ATP International Gold / ATP 500 (0)    |
| ATP International / ATP 250 (3)         |

| Титулы по покрытиям | Титулы по месту проведения матчей турнира |
| ------------------- | ----------------------------------------- |
| Хард (2)            | Зал (0)                                   |
| Грунт (0)           | Зал (0)                                   |
| Трава (1)           | Открытый воздух (3)                       |
| Ковёр (0)           | Открытый воздух (3)                       |

| №  | Дата         | Турнир                | Покрытие | Соперник в финале | Счёт                |
| 1. | 13 июля 2003 | Ньюпорт, США          | Трава    | Юрген Мельцер     | 6-4 6-7(3) 6-1      |
| 2. | 24 июля 2005 | Индианаполис, США     | Хард     | Тейлор Дент       | 4-6 6-0 3-0 — отказ |
| 3. | 26 июля 2009 | Индианаполис, США (2) | Хард     | Сэм Куэрри        | 6-2 6-4             |

### Финалы турниров ATP в парном разряде (1)

##### Поражения (1)
| №  | Дата         | Турнир            | Покрытие | Партнёр     | Соперники в финале   | Счёт           |
| 1. | 27 июля 2003 | Индианаполис, США | Хард     | Диего Айяла | Марио Анчич Энди Рам | 6-2 6-7(3) 5-7 |

### Финалы командных турниров (1)

#### Поражения (1)
| №  | Год  | Турнир               | Команда                                            | Соперник в финале                            | Счёт |
| 1. | 2010 | Командный Кубок мира | США · Б. Брайан, М. Брайан, Р. Джинепри, С. Куэрри | Аргентина · Х. Монако, Э. Шванк, О. Себальос | 1-2  |

## История выступлений на турнирах
| Турнир                       | 2001          | 2002          | 2003          | 2004          | 2005          | 2006          | 2007          | 2008          | 2009                    | 2010                    | 2011                    | 2012                    | 2013                    | 2014                    | 2015                    | Итог   | В/П за карьеру |
| ---------------------------- | ------------- | ------------- | ------------- | ------------- | ------------- | ------------- | ------------- | ------------- | ----------------------- | ----------------------- | ----------------------- | ----------------------- | ----------------------- | ----------------------- | ----------------------- | ------ | -------------- |
| Турниры Большого Шлема       |               |               |               |               |               |               |               |               |                         |                         |                         |                         |                         |                         |                         |        |                |
| Открытый чемпионат Австралии | -             | К             | 2P            | 4P            | 1P            | 2P            | 3P            | К             | 1Р                      | 1Р                      | -                       | К                       | -                       | -                       | К                       | 0 / 7  | 7-7            |
| Открытый чемпионат Франции   | -             | 1P            | -             | 1P            | 1Р            | 1Р            | 1Р            | 4P            | 1P                      | 4P                      | -                       | К                       | К                       | 1P                      | -                       | 0 / 9  | 6-9            |
| Уимблдон                     | -             | К             | 1P            | 4P            | 1P            | 1P            | 1P            | 1P            | 1P                      | 1P                      | -                       | К                       | -                       | -                       | -                       | 0 / 8  | 3-8            |
| Открытый чемпионат США       | 2P            | 1P            | 3P            | 1P            | 1/2           | 3P            | 3P            | 2P            | 2P                      | 1P                      | 2P                      | 1P                      | К                       | -                       | -                       | 0 / 12 | 15-12          |
| Итог                         | 0 / 1         | 0 / 2         | 0 / 3         | 0 / 4         | 0 / 4         | 0 / 4         | 0 / 4         | 0 / 3         | 0 / 4                   | 0 / 4                   | 0 / 1                   | 0 / 1                   | 0 / 0                   | 0 / 1                   | 0 / 0                   | 0 / 36 |                |
| В/П в сезоне                 | 1-1           | 0-2           | 3-3           | 6-4           | 5-4           | 3-4           | 4-4           | 4-3           | 1-4                     | 3-4                     | 1-1                     | 0-1                     | 0-0                     | 0-1                     | 0-0                     |        | 31-36          |
| Олимпийские игры             |               |               |               |               |               |               |               |               |                         |                         |                         |                         |                         |                         |                         |        |                |
| Олимпиада                    | Не проводился | Не проводился | Не проводился | -             | Не проводился | Не проводился | Не проводился | 1Р            | Не проводился           | Не проводился           | Не проводился           | -                       | Не проводился           | Не проводился           | Не проводился           | 0 / 1  | 0-1            |
| Турниры Мастерс              |               |               |               |               |               |               |               |               |                         |                         |                         |                         |                         |                         |                         |        |                |
| Индиан-Уэллc                 | -             | К             | 1/4           | 2Р            | 2Р            | 2Р            | 2Р            | 2Р            | -                       | 1Р                      | -                       | 2Р                      | -                       | 1Р                      | -                       | 0 / 9  | 6-9            |
| Майами                       | 1Р            | 1Р            | 1/4           | 3Р            | 2Р            | 3Р            | 1Р            | -             | -                       | К                       | -                       | -                       | 1Р                      | -                       | -                       | 0 / 8  | 8-8            |
| Гамбург                      | -             | -             | -             | 1Р            | К             | 1Р            | 1Р            | -             | Не турнир серии Мастерс | Не турнир серии Мастерс | Не турнир серии Мастерс | Не турнир серии Мастерс | Не турнир серии Мастерс | Не турнир серии Мастерс | Не турнир серии Мастерс | 0 / 3  | 0-3            |
| Рим                          | -             | -             | -             | 1Р            | -             | 2Р            | 1Р            | -             | -                       | -                       | -                       | -                       | -                       | -                       | -                       | 0 / 3  | 1-3            |
| Торонто/Монреаль             | -             | -             | 1Р            | 1Р            | -             | 1Р            | 1Р            | 2Р            | -                       | -                       | -                       | -                       | -                       | -                       | -                       | 0 / 5  | 1-5            |
| Цинциннати                   | К             | 1Р            | 1/4           | 1Р            | 1/2           | 3Р            | 2Р            | 2Р            | 1Р                      | 2Р                      | 1Р                      | К                       | К                       | 2Р                      | -                       | 0 / 11 | 13-11          |
| Мадрид                       | -             | -             | 3Р            | 2Р            | 1/2           | 1/4           | 2Р            | 3Р            | -                       | -                       | -                       | -                       | -                       | -                       | -                       | 0 / 6  | 12-6           |
| Шанхай                       | Не проводился | Не проводился | Не проводился | Не проводился | Не проводился | Не проводился | Не проводился | Не проводился | К                       | -                       | -                       | -                       | -                       | -                       | -                       | 0 / 0  | 0-0            |
| Париж                        | -             | -             | 1Р            | -             | 3Р            | 3Р            | -             | 1Р            | -                       | -                       | -                       | -                       | -                       | -                       | -                       | 0 / 4  | 3-4            |
| Статистика за карьеру        |               |               |               |               |               |               |               |               |                         |                         |                         |                         |                         |                         |                         |        |                |
| Проведено финалов            | 0             | 0             | 1             | 0             | 1             | 0             | 0             | 0             | 1                       | 0                       | 0                       | 0                       | 0                       | 0                       | 0                       |        | 3              |
| Выиграно турниров АТП        | 0             | 0             | 1             | 0             | 1             | 0             | 0             | 0             | 1                       | 0                       | 0                       | 0                       | 0                       | 0                       | 0                       |        | 3              |
| В/П: всего                   | 3-5           | 6-12          | 30-19         | 22-26         | 37-23         | 24-26         | 11-20         | 25-20         | 13-21                   | 8-14                    | 2-4                     | 2-4                     | 2-2                     | 3-8                     | 0-0                     |        | 188-204        |
| Σ % побед                    | 38 %          | 33 %          | 61 %          | 46 %          | 62 %          | 48 %          | 35 %          | 56 %          | 38 %                    | 36 %                    | 33 %                    | 33 %                    | 50 %                    | 27 %                    | 0 %                     |        | 48 %           |